# Cognitive walkthrough
Cognitive walkthrough – metoda badawcza używana przy ocenie użyteczności serwisów internetowych i aplikacji, w celu określenia problemów użyteczności. Odpowiada na pytanie, jak łatwo jest użytkownikom (przede wszystkim nowym) wykonywać zadania związane z systemem. Metoda przyjmuje założenie, że nowi użytkownicy wolą uczyć się obsługi systemu poprzez wykonywanie zadań, niż na przykład przez czytanie instrukcji.
Proces cognitive walkthrough rozpoczyna się od analizy zadań i podziału ich na sekwencję kolejnych kroków lub działań niezbędnych do realizacji zadania. Osoby oceniające (np. projektanci) przechodzą (ang. walkthrough) przez kolejne kroki, zdając sobie zestaw pytań na temat każdego z kroków i oceniając zachowanie systemu.
Cathleen Wharton, jedna z autorek metody zaproponowała cztery pytania:
1. Czy użytkownik będzie próbował osiągnąć efekt, który daje kolejny krok zadania? Czy będzie rozumiał, że ten krok jest konieczny do realizacji jego celów?
2. Czy użytkownik zauważy, że dostępne jest prawidłowe działanie? Np. czy widzi przycisk?
3. Czy użytkownik rozumie, że krok zadania może być wykonany przez to działanie? Np. czy nie tylko widzi przycisk, ale czy także rozumie jego treść i w efekcie użyje przycisku?
4. Czy użytkownik otrzyma informację zwrotną od systemu? Czy zorientuje się, że wykonał prawidłowo to działanie?

Metoda została rozwinięta na początku lat 90. przez Cathleen Wharton i zyskała szerszą popularność po tym, gdy została omówiona w osobnym rozdziale książki Jakoba Nielsena Usability Inspection Methods.